# 2'-Désoxycytosine
La 2'-désoxycytosine est une pyrimidine de formule chimique C4N2H5–NH2. Elle correspond formellement à une cytosine dont le carbonyle est remplacé par un groupe méthylène.